# Lekkoatletyka na Letnich Igrzyskach Olimpijskich 1960 – bieg na 5000 m mężczyzn
Bieg na 5000 metrów mężczyzn podczas XVII Letnich Igrzysk Olimpijskich w Rzymie rozegrano 31 sierpnia (eliminacje) i 2 września 1960 (finał) na Stadio Olimpico. Zwycięzcą został reprezentant Nowej Zelandii Murray Halberg.

## Rekordy

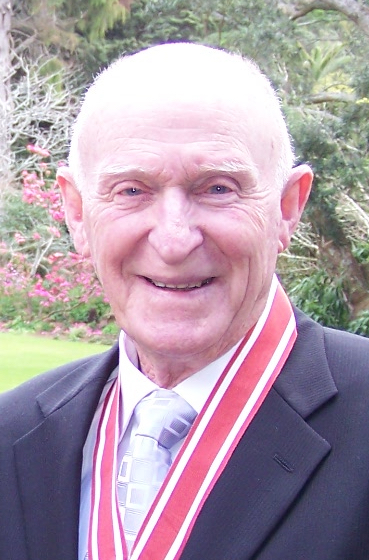
Murray Halberg

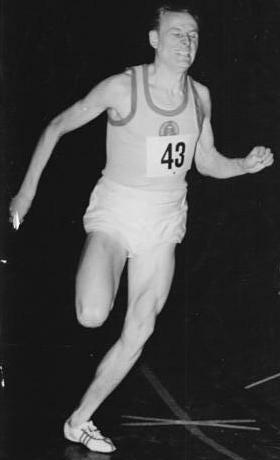
Hans Grodotzki

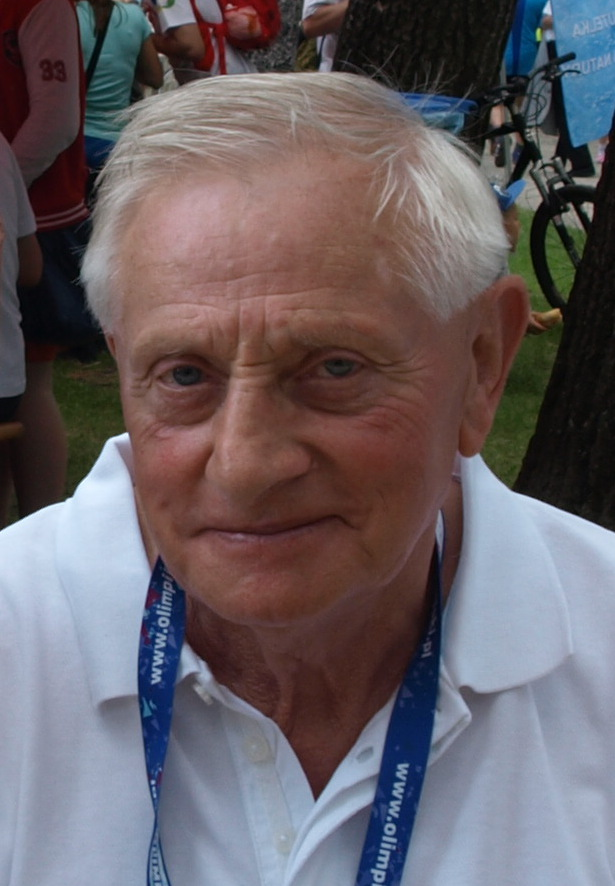
Kazimierz Zimny

|                   | Zawodnik      | Narodowość | Czas    | Data                      | Miejsce   |
| ----------------- | ------------- | ---------- | ------- | ------------------------- | --------- |
| Rekord świata     | Wołodymyr Kuc | ZSRR       | 13:35,0 | 13 października 1957(dts) | Rzym      |
| Rekord olimpijski | Wołodymyr Kuc | ZSRR       | 13:39,6 | 28 listopada 1956(dts)    | Melbourne |

## Wyniki
| Poz. - pozycja |
| – rekord świata \| – rekord krajowy \| – rekord życiowy \| = – wyrównany rekord życiowy \| · – najlepszy wynik w sezonie \| = – wyrównany najlepszy wynik w sezonie \| – rekord olimpijski |
| Fn – falstart \| DNF – nie ukończył \| DNS – nie wystartował \| DSQ – zdyskwalifikowany |

### Eliminacje
Rozegrano cztery biegi eliminacyjne. Do finału awansowało po trzech najlepszych zawodników z każdego biegu (Q).

#### Bieg 1
| Poz. | Zawodnik         | Narodowość        | Rezultat | Uwagi |
| ---- | ---------------- | ----------------- | -------- | ----- |
| 1    | Hans Grodotzki   | Niemcy            | 14:01,2  | Q     |
| 2    | Luigi Conti      | Włochy            | 14:01,6  | Q     |
| 3    | Nyandika Maiyoro | Kolonia Kenii     | 14:06,0  | Q     |
| 4    | Jurij Zacharow   | ZSRR              | 14:10,2  |       |
| 5    | Reijo Höykinpuro | Finlandia         | 14:21,8  |       |
| 6    | Hedwig Leenaert  | Belgia            | 14:24,6  |       |
| 7    | Frank Salvat     | Wielka Brytania   | 14:33,2  |       |
| 8    | Gabrou Merawi    | Etiopia           | 14:40,8  |       |
| 9    | Jim Beatty       | Stany Zjednoczone | 14:43,8  |       |
| 10   | Michael Hoey     | Irlandia          | 15:00,0  |       |
| 11   | Kassim Mukhtar   | Irak              | 15:00,6  |       |
| –    | José Aceituno    | Chile             | DNF      |       |
| –    | Béla Szekeres    | Węgry             | DNF      |       |

#### Bieg 2
| Poz. | Zawodnik           | Narodowość | Rezultat | Uwagi |
| ---- | ------------------ | ---------- | -------- | ----- |
| 1    | Horst Flosbach     | Niemcy     | 14:08,4  | Q     |
| 2    | Sándor Iharos      | Węgry      | 14:08,6  | Q     |
| 3    | Aleksanr Artyniuk  | ZSRR       | 14:09,4  | Q     |
| 4    | Allan Lawrence     | Australia  | 14:10,0  |       |
| 5    | Hamoud Ameur       | Francja    | 14:14,0  |       |
| 6    | Manuel de Oliveira | Portugalia | 14:15,6  |       |
| 7    | Doug Kyle          | Kanada     | 14:25,0  |       |
| 8    | Marian Jochman     | Polska     | 14:30,8  |       |
| 9    | José Molíns        | Hiszpania  | 14:31,2  |       |
| 10   | Mohamed Saïd       | Maroko     | 14:53,6  |       |
| 11   | Ranjit Bhatia      | Indie      | 15:06,6  |       |
| –    | O. Eno Alio        | Somalia    | DNS      |       |

#### Bieg 3
| Poz. | Zawodnik          | Narodowość                | Rezultat | Uwagi |
| ---- | ----------------- | ------------------------- | -------- | ----- |
| 1    | Friedrich Janke   | Niemcy                    | 14:04,4  | Q     |
| 2    | Michel Bernard    | Francja                   | 14:04,6  | Q     |
| 3    | Albie Thomas      | Australia                 | 14:06,2  | Q     |
| 4    | William Dellinger | Stany Zjednoczone         | 14:00,6  |       |
| 5    | Boris Jefimow     | ZSRR                      | 14:14,6  |       |
| 6    | Simo Saloranta    | Finlandia                 | 14:15,2  |       |
| 7    | Jaroslav Bohatý   | Czechosłowacja            | 14:30,0  |       |
| 8    | Gordon Pirie      | Wielka Brytania           | 14:43,6  |       |
| 9    | Christos Chiotis  | Grecja                    | 15:01,2  |       |
| 10   | Cyprian Tseriwa   | Federacja Rodezji i Niasy | 15:0282  |       |
| 11   | Somnuek Srisombat | Tajlandia                 | 15:32,6  |       |

#### Bieg 4
| Poz. | Zawodnik              | Narodowość        | Rezultat | Uwagi |
| ---- | --------------------- | ----------------- | -------- | ----- |
| 1    | Dave Power            | Australia         | 14:03,6  | Q     |
| 2    | Murray Halberg        | Nowa Zelandia     | 14:03,8  | Q     |
| 3    | Kazimierz Zimny       | Polska            | 14:07,4  | Q     |
| 4    | Bruce Tulloh          | Wielka Brytania   | 14:17,2  |       |
| 5    | Miroslav Jurek        | Czechosłowacja    | 14:31,4  |       |
| 6    | Eugène Allonsius      | Belgia            | 14:36,8  |       |
| 7    | Bob Soth              | Stany Zjednoczone | 14:40,4  |       |
| 8    | Miklós Szabó          | Węgry             | 14:51,6  |       |
| 9    | Andrei Barabaș        | Rumunia           | 15:11,2  |       |
| 10   | Muharrem Dalkılıç     | Turcja            | 15:13,6  |       |
| 11   | Jean Aniset           | Luksemburg        | 15:17,0  |       |
| 12   | Mubarak Shah          | Pakistan          | 15:43,0  |       |
| 13   | George De Peana       | Gujana Brytyjska  | 15:54,2  |       |
| –    | Zdzisław Krzyszkowiak | Polska            | DNS      |       |

### Finał
| Poz. | Zawodnik          | Narodowość    | Rezultat | Uwagi |
| ---- | ----------------- | ------------- | -------- | ----- |
| 1    | Murray Halberg    | Nowa Zelandia | 13:43,4  | [ 3 ] |
| 2    | Hans Grodotzki    | Niemcy        | 13:44,6  |       |
| 3    | Kazimierz Zimny   | Polska        | 13:44,8  |       |
| 4    | Friedrich Janke   | Niemcy        | 13:46,8  |       |
| 5    | Dave Power        | Australia     | 13:51,8  | [ 4 ] |
| 6    | Nyandika Maiyoro  | Kolonia Kenii | 13:52,8  |       |
| 7    | Michel Bernard    | Francja       | 14:04,2  |       |
| 8    | Horst Flosbach    | Niemcy        | 14:06,6  |       |
| 9    | Aleksanr Artyniuk | ZSRR          | 14:08,0  |       |
| 10   | Sándor Iharos     | Węgry         | 14:11,4  |       |
| 11   | Albie Thomas      | Australia     | 14:20,4  |       |
| 12   | Luigi Conti       | Włochy        | 14:34,0  |       |